# Comisión de Víctimas de la Bomba Atómica
La Comisión de Víctimas de la Bomba Atómica (ABCC) (japonés: 原爆傷害調査委員会, Genbakushōgaichōsaiinkai) fue una comisión establecida en 1946 de acuerdo con una directiva presidencial de Harry S. Truman a la Academia Nacional de Ciencias de los Estados Unidos y al Consejo Nacional de Investigación para llevar a cabo investigaciones sobre los efectos tardíos de la radiación entre los supervivientes de la bomba atómica en Hiroshima y Nagasaki. Como fue creada únicamente para la investigación y el estudio científico, y no para proporcionar asistencia médica, y además estaba fuertemente respaldada por los Estados Unidos, la ABCC fue en general objeto de desconfianza por parte de la mayoría de los supervivientes y de los japoneses en general. Operó durante casi treinta años antes de su disolución en 1975.

## Historia
La Comisión de Víctimas de la Bomba Atómica (ABCC) se formó tras el ataque de Estados Unidos a Hiroshima y Nagasaki el 6 y 9 de agosto de 1945. La ABCC comenzó originalmente como la Comisión Conjunta. La ABCC se propuso obtener información técnica de primera mano y elaborar un informe para dar a conocer las oportunidades de un estudio a largo plazo sobre las víctimas de la bomba atómica. En 1946, Lewis Weed, jefe del Consejo Nacional de Investigación, convocó a un grupo de científicos que coincidieron en que "un estudio detallado y a largo plazo de los efectos biológicos y médicos en el ser humano" era "de la máxima importancia para los Estados Unidos y para la humanidad en general". El presidente Harry S. Truman ordenó la creación de la ABCC el 26 de noviembre de 1946. Los miembros clave de la ABCC fueron Lewis Weed, los médicos del Consejo Nacional de Investigación Austin M. Brues y Paul Henshaw, los representantes del Ejército Melvin A. Block y James V. Neel —quien también era médico y doctor en genética—. El quinto miembro del equipo fue el teniente de la USNV Fredrick Ullrich, del Centro de Investigación Médica Naval, nombrado por el Consejo Nacional de Investigación a sugerencia de la Oficina del Cirujano General.

## Trabajo de la Comisión de Víctimas de la Bomba Atómica
La ABCC llegó a Japón el 24 de noviembre de 1946 y se familiarizó con los procedimientos del ejército japonés. Visitaron Hiroshima y Nagasaki para ver el trabajo que se estaba realizando. Encontraron que los japoneses contaban con un grupo médico bien organizado bajo el Consejo Nacional de Investigación de Japón, que estaba llevando a cabo estudios tanto sobre los daños inmediatos como los retrasados de la bomba atómica en los supervivientes. Es casi imposible obtener una cifra exacta de cuántas personas murieron en los dos bombardeos, porque ambas ciudades tenían personas que habían evacuado debido a que era tiempo de guerra. Hiroshima esperaba bombardeos, ya que era un importante centro de suministros militares, por lo que muchas personas habían abandonado el área. También había personas de zonas circundantes que acudían a la ciudad de forma irregular para servir en equipos de trabajo. Robert Holmes, que fue director de la ABCC de 1954 a 1957, dijo que "[los supervivientes] son las personas más importantes que viven".
La ABCC también aprovechó el trabajo de científicos chinos, que ya estaban estudiando a los supervivientes antes de que la ABCC llegara a Japón, por lo que había información tanto de funcionarios estadounidenses como chinos. Masao Tsuzuki fue la principal autoridad japonesa en los efectos biológicos de la radiación. Señaló que había cuatro causas de lesiones en las ciudades bombardeadas: calor, onda expansiva, radiación primaria y gas radiactivo venenoso. En un informe publicado por Tsuzuki, respondió a la pregunta: "¿Qué hace la energía radiactiva intensa al cuerpo humano?" Su respuesta fue: "daño a la sangre, luego a los órganos hematopoyéticos como la médula ósea, el bazo y los ganglios linfáticos. Todos son destruidos o dañados gravemente. Pulmones, intestinos, hígado, riñones, etc., se ven afectados y sus funciones se alteran como resultado". Los daños se clasificaron por gravedad. Las personas que sufrían daños graves eran aquellas que se encontraban a menos de 1 km del hipocentro. Estas personas solían morir en pocos días, algunas viviendo hasta dos semanas. Los daños moderados se observaban en personas que vivían en un radio de 1 a 2 km del hipocentro, y esas personas vivían entre 2 y 6 semanas. Las personas que vivían en un radio de 2 a 4 km tenían daños leves, que no causaban la muerte, pero sí problemas de salud durante los meses posteriores a la exposición.

## El crecimiento de la ABCC
La ABCC creció rápidamente en 1948 y 1949. El número de su personal se cuadruplicó en solo un año. Para 1951, el total ascendía a 1063 empleados — 143 aliados y 920 japoneses. Quizás la investigación más importante realizada por la ABCC fue el estudio de genética, que centró su estudio en las incertidumbres sobre los posibles efectos a largo plazo de la radiación ionizante en mujeres embarazadas y sus hijos no nacidos. El estudio no encontró evidencia de daño genético generalizado. Sin embargo, sí encontró un aumento en la incidencia de microcefalia y retraso mental en niños expuestos in utero más próximamente a la radiación de las bombas. El proyecto de genética estudió los efectos de la radiación en los supervivientes y sus hijos. Este proyecto resultó ser el más grande e interactivo de los programas de la ABCC. En 1957, Japón aprobó la Ley de Asistencia a los Supervivientes de la Bomba Atómica, que calificaba a ciertas personas para dos exámenes médicos al año. El término japonés para los supervivientes de las bombas atómicas es hibakusha. Los requisitos para recibir atención médica eran aquellos que estaban a pocos kilómetros del hipocentro en el momento de los bombardeos; aquellos que estuvieron dentro de 2 kilómetros del hipocentro dentro de las dos semanas posteriores a los bombardeos; aquellos expuestos a la radiación del material radiactivo caído y los niños que estaban en gestación por mujeres que encajaban en cualquiera de las otras categorías.

### Ventajas y desventajas de la ABCC
Hubo ventajas y desventajas para la ABCC. Las desventajas: pasaron por alto las necesidades japonesas en pequeños detalles. El suelo en la sala de espera para madres y bebés era linóleo pulido, y las mujeres con sus zuecos de madera a menudo resbalaban y caían. Los carteles y revistas en las salas de espera estaban en inglés. La ABCC no trataba realmente a los supervivientes que estudiaba, solo los estudiaba durante períodos de tiempo. Los hacían venir para exámenes durante el horario laboral entre semana, lo que causaba que la persona perdiera un día de salario, y ofrecían poca compensación a los supervivientes.  
La ABCC fue donde realizaban exámenes médicos a los hibakusha y autopsias a los muertos, además de recolectar incontables muestras de sangre y orina. Sin embargo, no realizaban ningún tipo de tratamiento médico, a pesar de que el tratamiento era lo que los hibakusha deseaban. Esto llevó a críticas de que fueron tratados como conejillos de indias aun cuando la guerra había terminado.
Las ventajas: proporcionaron a las personas información médica valiosa. Los bebés recibían un chequeo al nacer y otro a los 9 meses, lo cual no era común en esa época. Los chequeos médicos para bebés sanos eran desconocidos. Los adultos también se beneficiaron de exámenes médicos frecuentes.

## La ABCC se convierte en la RERF
En 1951, la Comisión de Energía Atómica (AEC) planeaba detener la financiación del trabajo de la ABCC en Japón. Sin embargo, James V. Neel hizo un llamamiento y la AEC decidió financiarlos con 20,000 dólares al año, durante tres años, para continuar la investigación. En 1956, Neel y William J. Schull publicaron su borrador final de El efecto de la exposición a las bombas atómicas en la terminación del embarazo en Hiroshima y Nagasaki. Este monográfico ofreció una descripción detallada de todos los datos que habían recopilado. A pesar de sus esfuerzos, la confianza en la ABCC estaba disminuyendo, por lo que la ABCC se convirtió en la Radiation Effects Research Foundation (RERF), y con el nuevo nombre y organización administrativa, la financiación para la investigación sobre los supervivientes sería proporcionada por igual por Estados Unidos y Japón. La RERF fue establecida el 1 de abril de 1975. Organización binacional dirigida tanto por Estados Unidos como por Japón, la RERF sigue en funcionamiento hoy en día.

## Críticas y debates sobre la ABCC
La Comisión de Víctimas de la Bomba Atómica (ABCC, 1946–1975) recopiló información sobre los efectos médicos de la bomba nuclear en los hibakusha sin proporcionar ningún cuidado médico, alivio o compensación financiera para estudios que podían durar todo un día para una población ya empobrecida. Aunque no formaba parte de las autoridades de ocupación, sirvió como una herramienta de recopilación de información para Estados Unidos. Mientras que médicos japoneses y estadounidenses trabajaron en el proyecto, Estados Unidos finalmente tomó posesión de todos los datos de investigación, estudios, fotografías y especímenes (incluyendo partes del cuerpo, a veces tomadas sin el consentimiento familiar), gran parte de los cuales permanecen en Estados Unidos hoy en día. La información recopilada por los médicos no se permitió publicar ni compartir en Japón durante la ocupación. Esto incluía informes médicos y autopsias de hibakusha. La mayoría de los informes sobre las consecuencias humanitarias de la bomba fueron suprimidos tanto en Estados Unidos como en Japón. También se usó propaganda para contradecir los hallazgos médicos, particularmente en cuanto a los efectos de la radiación, en la prensa estadounidense. Mientras los médicos japoneses trataban y recogían datos de pacientes, creando registros, estos informes fueron luego tomados por Estados Unidos, prohibiéndose su publicación, y permanecen difíciles de acceder en los Archivos Nacionales en Maryland. Algunos especímenes humanos y estudios clínicos fueron retenidos en Estados Unidos hasta mayo de 1973, causando angustia a las familias de los hibakusha.
Muchos hibakusha testificaron sobre la humillación de tener que permanecer desnudos durante horas mientras eran fotografiados, filmados y examinados como sujetos de prueba por la ABCC. Tuvieron que soportar la vergüenza de exponer su calvicie severa, dar muestras de sangre y someterse a extracciones de tejido sin ningún apoyo. Las víctimas denunciaron acoso por parte de la ABCC, que con frecuencia los convocaba para exámenes o incluso recogía niños de las escuelas sin el consentimiento de los padres (o a pesar de las protestas parentales). Las horas pasadas bajo examen representaban una carga adicional para los hibakusha, dificultándoles conseguir trabajo, sin compensación financiera ni siquiera refrigerios, a pesar de su extrema pobreza. La ABCC también realizó numerosas autopsias, hasta 500 anualmente, extrayendo tejidos y partes del cuerpo, a menudo sin el consentimiento familiar, para enviarlos a Estados Unidos. Estas autopsias se realizaban frecuentemente inmediatamente después de la muerte, lo que aumentaba la angustia de las familias. Los supervivientes soportaron un acoso implacable sin ningún tipo de compensación, y los fallecidos, incluidos niños, fueron sometidos a disecciones.

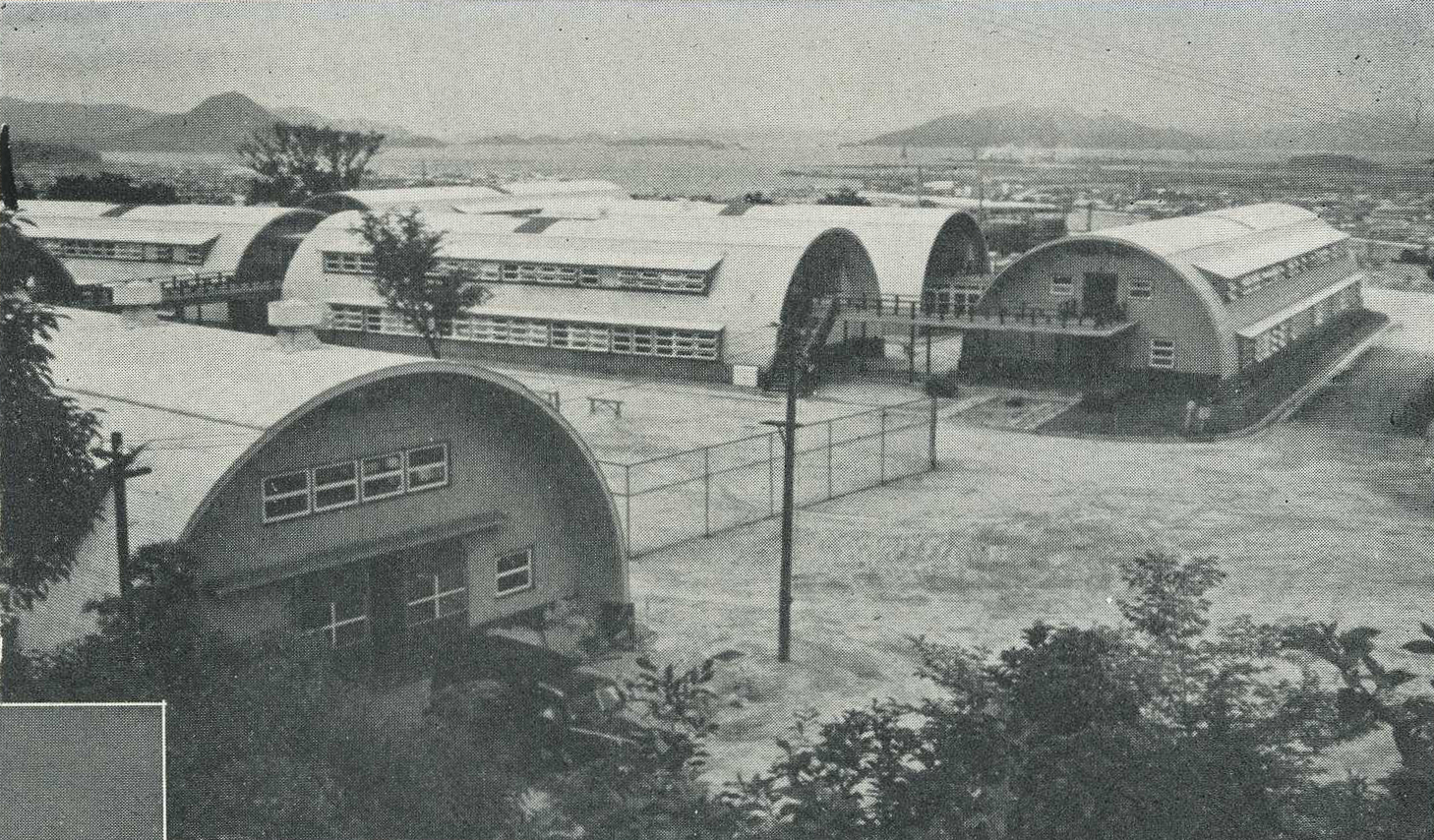
Instalaciones de la ABCC, 1955.

La mayoría de las mujeres embarazadas que sobrevivieron durante el bombardeo sufrieron abortos espontáneos, mientras que los bebés supervivientes padecieron microcefalia, enfermedades cardíacas, retraso mental severo y retrasos en el desarrollo debido a la alta exposición a la radiación in utero. A las mujeres se les informó que el estrés y la malnutrición eran las causas, lo que las llevó a culparse a sí mismas. Debido a la censura, solo más tarde supieron las verdaderas causas de estas anomalías.
Sin datos disponibles, no se pudieron sacar conclusiones, impidiendo cualquier publicación sobre los hibakusha. Debido a la censura de los informes, ningún japonés pudo enterarse de las consecuencias de la exposición a la radiación, lo que llevó a la muerte de quienes permanecieron expuestos a la radioactividad. Para los hibakusha fallecidos, la extracción de sus órganos sin consentimiento violó los deseos de sus familias. Para los sobrevivientes, sus registros médicos —cruciales para que los supervivientes a largo plazo pudieran probar su estatus de hibakusha y obtener ayuda médica adecuada— a menudo desaparecían. Para cuando los informes médicos estuvieron accesibles, ya era demasiado tarde para muchos hibakusha.
Cuando finalmente el gobierno japonés otorgó asistencia médica a los hibakusha, se les exigió documentación para probar su estatus. Dado que más de 23,000 piezas de datos, incluidos informes clínicos, restos humanos y otros materiales, estuvieron clasificados como secretos de estado en Estados Unidos hasta mayo de 1973, muchos hibakusha tuvieron dificultades para justificar su estatus.
Similar al Experimento Tuskegee, a veces se cita como un ejemplo de intervención médica realizada principalmente con fines experimentales y no para el cuidado del paciente.
|                                | País                               | Período   | Sujetos                                      | Objetivo                                                | Tratamiento médico proporcionado?                                                     | Consentimiento informado?                                                                         | Violaciones éticas                                                 | Contexto                                                         | Componente racial                                                                  |
| ------------------------------ | ---------------------------------- | --------- | -------------------------------------------- | ------------------------------------------------------- | ------------------------------------------------------------------------------------- | ------------------------------------------------------------------------------------------------- | ------------------------------------------------------------------ | ---------------------------------------------------------------- | ---------------------------------------------------------------------------------- |
| ABCC                           | Estados Unidos (operando en Japón) | 1947–1975 | Supervivientes japoneses de la bomba atómica | Estudiar los efectos a largo plazo de la radiación      | No se ofreció tratamiento, solo exámenes y recolección de datos                       | No hubo consentimiento informado; los sujetos a menudo desconocían el alcance de la investigación | Extracción no consensuada de órganos/tejidos, negación de atención | Investigación en tiempos de paz sobre civiles extranjeros        | Supervivientes japoneses tratados como sujetos de investigación, no como pacientes |
| Estudio de Sífilis de Tuskegee | Estados Unidos                     | 1932–1972 | Hombres afroamericanos con sífilis           | Observar la progresión natural de la sífilis no tratada | No se proporcionó tratamiento, incluso después de que la penicilina estuvo disponible | No hubo consentimiento informado; los sujetos fueron engañados acerca de recibir tratamiento      | Engaño, retención de tratamiento que salva vidas                   | Investigación en tiempos de paz sobre ciudadanos estadounidenses | Basado en racismo sistémico dirigido a afroamericanos                              |

### Distrito Nishiyama en Nagasaki
La comisión ABCC también se centró en el distrito Nishiyama  en Nagasaki. Entre el hipocentro y Nishiyama había montañas, que evitaron que la radiación y el calor de la explosión llegaran directamente a Nishiyama, resultando en que no hubo daños inmediatos. Sin embargo, debido a la caída de ceniza y la lluvia, todavía había una radiación significativa. Por lo tanto, después de la guerra, se realizaron estudios de salud sin informar a la población local sobre el verdadero propósito. Inicialmente, estos estudios en Nishiyama fueron realizados por el ejército de los Estados Unidos, pero luego fueron entregados a la comisión ABCC.
Unos meses después de los bombardeos atómicos, los residentes de Nishiyama mostraron un aumento significativo en el conteo de glóbulos blancos. En animales, la leucemia puede desarrollarse tras una exposición completa a la radiación, por lo que los investigadores querían examinar qué sucede en los humanos. También se diagnosticó osteosarcoma en individuos tras la ingestión oral de material radiactivo. Según el informe redactado por la comisión ABCC, los residentes del distrito Nishiyama, que no fueron impactados directamente por el bombardeo atómico, fueron considerados una población ideal para observar los efectos de la radiación residual.
Estados Unidos continuó la investigación sobre la radiación residual incluso después de que Japón recuperara su independencia, pero los resultados nunca fueron compartidos con los residentes de Nishiyama. Como resultado, los residentes continuaron cultivando después de la guerra, pero el número de pacientes con leucemia aumentó y más personas murieron.
Después de los bombardeos atómicos, los científicos japoneses quisieron realizar investigaciones para ayudar a curar a los hibakusha, pero el SCAP no permitió a los investigadores japoneses estudiar los daños causados por la bomba atómica. Especialmente hasta 1946, las regulaciones fueron estrictas, lo que contribuyó a un aumento en las muertes por exposición a la radiación.

### Uso de Thorotrast e investigación de ABCC en Hiroshima
Después de la Segunda Guerra Mundial, la Comisión de Víctimas de la Bomba Atómica (ABCC), establecida por Estados Unidos en Hiroshima, realizó investigaciones médicas usando el agente de contraste radiactivo Thorotrast y un agente similar llamado Umbra-Tor. Entre 1949 y 1951, estos agentes fueron administrados a pacientes masculinos de entre 19 y 71 años en un hospital de Kure, en la prefectura de Hiroshima, y posteriormente se realizaron imágenes de rayos X en las instalaciones del ABCC.
Thorotrast fue ampliamente usado internacionalmente desde los años 1930 hasta los 1940. Debido a su tendencia a permanecer en el cuerpo durante un período prolongado y emitir radiación, estuvo asociado con un riesgo de exposición interna a la radiación y cáncer. En Japón, se estima que entre 20,000 y 30,000 personas recibieron inyecciones de Thorotrast antes del final de la guerra.
Un informe del ABCC de 1964 señaló que, entre 56 individuos que recibieron el agente de contraste, nueve habían fallecido para 1961, lo que levantó sospechas sobre los efectos a largo plazo de la radiación, aunque no se estableció una relación directa con la causa de muerte. Entre los 23 pacientes sobrevivientes, 20 todavía tenían residuos del agente en sus cuerpos, y 14 mostraban síntomas como fibrosis. Esto marcó un cambio desde evaluaciones anteriores más favorables hacia una postura más cautelosa.
Aunque Thorotrast no fue aprobado para su uso en Estados Unidos por preocupaciones de seguridad, la investigación sobre sus efectos continuó en la Hiroshima ocupada. Se ha sugerido que los datos de investigación fueron luego retirados de Japón y llevados al extranjero.

### Críticas a la investigación humana no terapéutica
Estados Unidos realizó investigaciones sobre los efectos de la radiación en Japón. Los hibakusha fueron convocados al azar a instalaciones que parecían hospitales, pero en lugar de recibir tratamiento médico, decenas de miles de sobrevivientes fueron utilizados como sujetos de investigación por la Comisión de Víctimas de la Bomba Atómica (ABCC). Cuando los profesionales médicos identificaban condiciones potencialmente mortales entre los sobrevivientes, la ABCC no divulgaba esta información ni brindaba tratamiento, eligiendo observar la progresión de las enfermedades.
El historiador australiano Paul Ham ha criticado el trato de la ABCC hacia los sobrevivientes de la bomba atómica, comparándolo con el uso de ratas de laboratorio.

La directiva no mencionaba el tratamiento: prolongar la vida, aliviar el dolor, no eran ni las intenciones ni los subproductos del trabajo. Si los pacientes – o más precisamente los especímenes – vivían o morían, era irrelevante para el mandato de los médicos extranjeros. Cómo vivían o morían las víctimas, si sus condiciones mejoraban o empeoraban; si sufrían cáncer en una fecha lejana o lo reproducían en sus hijos; tales eran las preguntas de una fría investigación científica. En resumen, los civiles japoneses irradiados debían servir como ratas de laboratorio americanas. Aquí residía un beneficio – argumentarían futuros racionalistas – de arrojar la bomba sobre una ciudad: obtener datos científicos sobre la radiación gamma.